# Национальная гвардия Хорватии
Национальная гвардия Хорватии (хорв. Zbor narodne garde) — вооружённое формирование Хорватии в годы распада Югославии, предшественник современных Вооружённых сил Хорватии. Гвардия была образована в апреле — мае 1991 года в начале войны в Хорватии. Подчинялась сначала Министерству внутренних дел Хорватии, позднее переподчинена Министерству обороны. Задачей гвардии являлись защита границ и территорий Хорватии, а также охрана правопорядка (вкупе со списком задач для полиции Хорватии). Формирование Национальной гвардии проходило за счёт перевода специальных полицейских подразделений в её состав: к маю 1991 года гвардия была полностью укомплектована военными специалистами и уже 28 мая приняла участие в военном параде в Загребе. Первым командующим гвардии был генерал армии Мартин Шпегель, которого в августе сменил генерал армии Антон Тус, первый начальник штаба Вооружённых сил Республики Хорватия (штаб был образован 21 сентября).
За время своего формирования и развития Национальная гвардия испытала ряд проблем: недостаток оружия и боеприпасов, недостаток униформ, плохая подготовка, общий низкий уровень квалификации офицеров, а также ошибки командования (отсутствие координации между многочисленными подразделениями). Гвардия не была расформирована только благодаря высокому уровню мобилизации и боевому духу всех солдат. Переломным стало сражение за югославские казармы, в которых солдаты Национальной гвардии захватили огромное количество вооружения Югославской народной армии. К концу октября было сформировано 60 бригад и батальонов. 3 ноября 1991 года Национальная гвардия Хорватии была преобразована в Вооружённые силы Хорватии.

## Предыстория
В 1990 году на парламентских выборах в Хорватии потерпела поражение правящая коммунистическая партия, а победу одержала националистическая партия Хорватское демократическое содружество (ХДС), которая после прихода к власти приняла ряд мер и законов, оценённых как дискриминационные по отношению к составлявшим значительный процент населения республики сербам. Это усилило взаимную неприязнь между хорватами и сербами на этнической почве. Командование Югославской народной армии (ЮНА) посчитало, что Хорватия, взяв курс на сецессию, может воспользоваться силами Территориальной обороны, создать собственные вооружённые силы и вступить в открытое противостояние с центральными властями. Чтобы свести сопротивление к минимуму, армия конфисковала всё оружие Территориальной обороны.
В августе 1990 года сербское население СР Хорватии заявило о готовящемся референдуме об автономии, что вызвало острую реакцию хорватских властей. Попытка республиканского МВД воспрепятствовать проведению референдума силами спецназа натолкнулась на противодействие сербов, которые начали сооружать баррикады на дорогах. Местные секретариаты милиции также начали раздачу оружия всем желающим. Эти события, известные в историографии как «Революция брёвен», первоначально имели место на территориях Далмации, населённых преимущественно сербами, к югу и западу от города Книн. Однако затем о неповиновении ХДС и президенту Туджману заявили также сербы части Лики, Кордуна, Бании, Славонии, Срема и Бараньи. В июле 1990 года было образовано Сербское национальное вече, вставшее в оппозицию к политике президента Хорватии Франьо Туджмана, стремившемуся к независимости страны. Была провозглашена Сербская Автономная Область Краина, президентом которой стал Милан Бабич, зубной врач из Книна, а милицейский инспектор из того же Книна, Милан Мартич, возглавил краинское ополчение, первоначально представленное силами местных отделов МВД, вышедших из подчинения Загребу. Эти два человека стали лидерами государства, которое включало в себя территории Хорватии с доминирующим сербским населением.
До ЮНА дошли сведения, что Хорватия собирается создать собственные вооружённые силы, которыми будет командовать капитан Владимир Ягер, двойной агент, который работал и на хорватских националистов, и на контрразведку Югославии. Югославы стали готовить секретную операцию под кодовым названием «Щит», в ходе которой планировалось разоружить хорватских повстанцев и арестовать всё руководство хорватского движения за независимость. Операция была подготовлена в декабре 1990 года, и министру обороны страны, Велько Кадиевичу, достаточно было только отдать приказ. Однако этого так и не случилось: Кадиевич приказал в назначенный для операции день спецслужбам не предпринимать никаких действий.
В начале 1991 года у Хорватии не было регулярных войск, и чтобы обеспечить обороноспособность, хорваты удвоили численность полиции (до 20 тысяч человек). Самым эффективным подразделением был отряд из 3 тысяч человек, разделённый на 12 батальонов по военному образцу; также были ещё от 9 до 10 тысяч резервистов, разделённые на 16 батальонов и 10 рот, но у них не было достаточного количества оружия.

## История

### Образование
Подготовка к образованию Национальной гвардии Хорватии началась 12 апреля 1991 года: необходимость в наличии полицейского военизированного подразделения обострилась после мартовских столкновений в Пакраце и на Плитвицких озёрах. Поскольку Конституция запрещала создание собственных вооружённых сил, в её обход хорватские политики решили создать военизированное подразделение полиции, подчиняющееся Министру внутренних дел и при этом способное дать отпор Югославской народной армии. Хорватский Сабор принял Закон «О министерстве внутренних дел» 18 апреля, президент страны Франьо Туджман подписал его 20 апреля, а спустя пять дней формально была образована и сама Национальная гвардия. В спектр её задач входили поддержание конституционного порядка в Хорватии, поддержание правопорядка, проведение антитеррористических операций, защита границ Хорватии, территории, побережья и территориальных вод. Для Гвардии необходимо было разработать понятную структуру, а личный состав укомплектовать высококвалифицированными специалистами. В перспективе планировалось переподчинить Гвардию Министерству обороны Хорватии.
5 мая было объявлено о численности сил Национальной гвардии Хорватии и их структуре: переводом полицейских в новое подразделение руководили лично министр обороны страны Мартин Шпегель и министр внутренних дел Йосип Больковац. Перевод начался 10 мая, к 15 мая уже были образованы четыре бригады. К июлю численность Гвардии выросла до 8 тысяч человек, которые были хорошо вооружены. Полицейский резерв, насчитывавший 39 тысяч человек в апреле, также был переведён в резерв Национальной гвардии Хорватии и в отдельные батальоны. 18 мая был сформирован Зринский батальон как отряд специального назначения при Национальной гвардии, ядро которого составляли 27 человек из специального полицейского отряда села Кумровец, а также отслужившие во Французском Иностранном легионе выходцы из Хорватии. К июлю численность резерва Гвардии составила 40 тысяч человек, распределённых по 19 бригадам и 14 отдельным батальонам, однако у них катастрофически не хватало оружия. Хорватская полиция была вооружена 15 тысячами единиц стрелкового оружия, а в августе в страну завезли ещё 30 тысяч единиц из-за границы.
28 мая на стадионе Краньчевичева состоялся торжественный парад Национальной гвардии Хорватии с целью поднять боевой дух солдат и офицеров. В параде участвовали 800 солдат, были задействованы несколько десятков зенитно-ракетных комплексов, бронеавтомобилей и бронетранспортёров; также участие приняли Президентская гвардия и кавалеристы-участники Синьской алки.
| Подразделение           | Прозвище         | Дата образования | Первый командир |
| ----------------------- | ---------------- | ---------------- | --------------- |
| 1-я гвардейская бригада | Тигры (Tigrovi)  | 5 ноября 1990    | Йосип Луцич     |
| 2-я гвардейская бригада | Молнии (Gromovi) | 15 мая 1991      | Божо Будимир    |
| 3-я гвардейская бригада | Куницы (Kune)    | 29 апреля 1991   | Эдуард Бакарец  |
| 4-я гвардейская бригада | Пауки (Pauci)    | 28 апреля 1991   | Иво Елич        |

### Проблемы при формировании
Чтобы командовать отдельными отрядами, региональное командование Национальной гвардии Хорватии было размещено в конце июля — начале августа на следующих территориях: Восточная Славония, район Бания—Кордун, Лика, Центральная и Северная Далмация, Южная Далмация и окрестности Загреба. Штабы Национальной гвардии, которым подчинялись подразделения, располагались прямо в муниципалитетах. Сама структура командования была очень и очень слабой, поэтому слаженных действий от подразделений почти никто не ожидал. Несмотря на свою важность и свой авторитет, штабы состояли преимущественно из политиков, чей уровень военной подготовки был очень низким (в лучшем случае все они проходили срочную службу в Югославской народной армии). Многочисленные подразделения, расположенные в отдельных районах, часто не имели постоянной связи со штабом и не могли координировать свои действия, а командные системы Территориальной обороны действовали не во всех городах, хотя и спасали Гвардию от полного развала.
Ещё одной крупномасштабной проблемой стал личный состав: не хватало обученных офицеров, подготовка солдат велась очень плохо в условиях дефицита оружия и боеприпасов, не хватало форменной одежды (около 20 % солдат получили униформы, остальные 80 % были в гражданской одежде); также был серьёзный дефицит продовольствия, горючего и медикаментов. Мобилизация, однако, была очень успешной: около 80 % жителей Загреба откликнулись на призыв в сентябре и октябре. В июле 1991 года министром обороны вместо Шпегеля был назначен уже Шиме Джодан, а 3 августа Шпегель покинул и пост командира Национальной гвардии. Причиной отставки Шпегеля стал начавшийся конфликт с Туджманом, который отказался реализовывать план атаки на югославские казармы. Шпегель в итоге стал генеральным инспектором хорватских войск, а командовать Гвардией был назначен генерал Антон Тус.

### Перевод частей в Хорватскую армию
В середине сентября региональные командования были заменены шестью оперативными зонами со штаб-квартирами в городах Осиек, Бьеловар, Загреб, Карловац, Риека и Сплит. Сила оперативных зон была уже очень и очень большой: в Славонии и Далмации войска были тяжело вооружены, а в Загребе численность войск превышала среднюю по стране в два раза. В ходе битв за югославские казармы хорватам удалось захватить склад с оружием: это положительно сказалось на состоянии Гвардии, и она расширилась до 60 резервных бригад и отдельных батальонов к концу октября (при наличии четырёх профессиональных гвардейских бригад). В каждой бригаде по плану должно было быть 1800 человек, но их реальная численность варьировалась от 500 до 2500 человек. В дополнение к Зринскому батальону в Национальной гвардии были сформированы ещё три батальона хорватского спецназа: «Франкопан», «Король Томислав» и «Матвей Влашич».
| Зона             | Штаб-квартира | Командир                  |
| ---------------- | ------------- | ------------------------- |
| 1-я Осиекская    | Осиек         | бригадир Карл Гориншек    |
| 2-я Бьеловарская | Бьеловар      | бригадир Мирослав Езерчич |
| 3-я Загребская   | Загреб        | бригадир Степан Матеша    |
| 4-я Карловацкая  | Карловац      | бригадир Изидор Чешняй    |
| 5-я Риекская     | Риека         | бригадир Антон Рачки      |
| 6-я Сплитская    | Сплит         | бригадир Мате Видука      |

| Бригада                        | Оперативная зона | Образована    | Штаб-квартира    |
| ------------------------------ | ---------------- | ------------- | ---------------- |
| 100-я пехотная бригада         | 3-я Загребская   | Июнь 1991     | Загреб           |
| 101-я пехотная бригада         | 3-я Загребская   | Июнь 1991     | Загреб           |
| 105-я пехотная бригада         | 2-я Бьеловарская | Июнь 1991     | Бьеловар         |
| 106-я пехотная бригада         | 1-я Осиекская    | Июнь 1991     | Осиек            |
| 107-я пехотная бригада         | 1-я Осиекская    | Июнь 1991     | Валпово          |
| 108-я пехотная бригада         | 1-я Осиекская    | Июнь 1991     | Славонски-Брод   |
| 109-я пехотная бригада         | 1-я Осиекская    | Июнь 1991     | Винковцы         |
| 110-я пехотная бригада         | 4-я Карловацкая  | Июнь 1991     | Карловац         |
| 112-я пехотная бригада         | 6-я Сплитская    | Июнь 1991     | Задар            |
| 113-я пехотная бригада         | 6-я Сплитская    | Июнь 1991     | Шибеник          |
| 114-я пехотная бригада         | 6-я Сплитская    | Июнь 1991     | Сплит            |
| 111-я пехотная бригада         | 5-я Риекская     | Июль 1991     | Риека            |
| 103-я пехотная бригада         | 3-я Загребская   | Август 1991   | Забок            |
| 104-я пехотная бригада         | 2-я Бьеловарская | Август 1991   | Вараждин         |
| 99-я пехотная бригада          | 3-я Загребская   | Сентябрь 1991 | Загреб           |
| 204-я (124-я) пехотная бригада | 1-я Осиекская    | Сентябрь 1991 | Вуковар          |
| 115-я пехотная бригада         | 6-я Сплитская    | Октябрь 1991  | Имотски          |
| 117-я пехотная бригада         | 2-я Бьеловарская | Октябрь 1991  | Копривница       |
| 118-я пехотная бригада         | 5-я Риекская     | Октябрь 1991  | Госпич           |
| 119-я пехотная бригада         | 5-я Риекская     | Октябрь 1991  | Пула             |
| 123-я пехотная бригада         | 1-я Осиекская    | Октябрь 1991  | Пожега           |
| 125-я пехотная бригада         | 3-я Загребская   | Октябрь 1991  | Новска           |
| 126-я пехотная бригада         | 6-я Сплитская    | Октябрь 1991  | Синь             |
| 127-я пехотная бригада         | 2-я Бьеловарская | Октябрь 1991  | Вировитица       |
| 128-я пехотная бригада         | 5-я Риекская     | Октябрь 1991  | Риека            |
| 129-я пехотная бригада         | 4-я Карловацкая  | Октябрь 1991  | Карловац         |
| 130-я пехотная бригада         | 1-я Осиекская    | Октябрь 1991  | Осиек            |
| 131-я пехотная бригада         | 1-я Осиекская    | Октябрь 1991  | Жупанья          |
| 132-я пехотная бригада         | 1-я Осиекская    | Октябрь 1991  | Нашице           |
| 133-я пехотная бригада         | 5-я Риекская     | Октябрь 1991  | Оточац           |
| 134-я пехотная бригада         | 6-я Сплитская    | Октябрь 1991  | Биоград-на-Мору  |
| 137-я пехотная бригада         | 4-я Карловацкая  | Октябрь 1991  | Дуга-Реса        |
| 138-я пехотная бригада         | 5-я Риекская     | Октябрь 1991  | Делнице          |
| 145-я пехотная бригада         | 3-я Загребская   | Октябрь 1991  | Загреб-Дубрава   |
| 148-я пехотная бригада         | 3-я Загребская   | Октябрь 1991  | Загреб-Трне      |
| 149-я пехотная бригада         | 3-я Загребская   | Октябрь 1991  | Загреб-Трешневка |
| 150-я пехотная бригада         | 3-я Загребская   | Октябрь 1991  | Загреб-Чрномерец |
| 153-я пехотная бригада         | 3-я Загребская   | Октябрь 1991  | Велика-Горица    |

20 сентября 1991 года Хорватский Сабор принял закон «Об обороне», согласно которому Национальная гвардия Хорватии и Сухопутные войска Хорватии вместе сливались в Вооружённые силы Республики Хорватия, подчиняющиеся уже министру обороны. Резервные подразделения Территориальной обороны включались в резерв Национальной гвардии. 21 сентября 1991 был образован Генеральный штаб Вооружённых сил Хорватии, начальником которого стал Тус. 8 октября 1991, в годовщину провозглашения независимости Хорватии, был подписан закон «Об обороне», и Национальная гвардия окончательно влилась в Вооружённые силы Хорватии. Резервные подразделения Гвардии стали резервными подразделениями Хорватской армии, которую стали называть Домобранство (хорв. Domobranstvo). Национальная гвардия стала полноценным воинским формированием, а 3 ноября 1991 была формально упразднена, уступив место окончательно Вооружёнными силам Хорватии.

### Участие в боевых действиях
Подразделения Национальной гвардии Хорватии участвовали в ряде важнейших сражений войны в Хорватии, в том числе и в боях с силами ЮНА в 1991 году. Гвардия сражалась под Госпичем, Шибеником и Задаром, защищая побережье страны от ЮНА; билась в Восточной Славонии под Вуковаром и Осиеком, обороняла Дубровник, а также сыграла важную роль в успешном для Хорватии исходе сражения за казармы ЮНА и операции «Ураган '91» (попытке выбить югославские войска из Западной Славонии).
| Сражение | Дата                            | Итог |
| --- | ------------------------------- | --- |
| Битва за Госпич | 29 августа — 22 сентября 1991   | Госпич остался под контролем хорватов, казармы ЮНА захвачены                                                 |
| Битва за Шибеник | 16 — 22 сентября 1991           | Шибеник остался под контролем хорватов, казармы ЮНА частично захвачены                                       |
| Битва за Задар | 16 сентября — 5 октября 1991    | Задар остался под контролем хорватов, казармы ЮНА частично захвачены                                         |
| Битва за Вуковар | 25 августа — 18 ноября 1991     | Вуковар потерян, но общее наступление ЮНА остановлено                                                        |
| Битва за Осиек | Август 1991 — июнь 1992         | Осиек остался под контролем хорватов, но Национальная гвардия отступила с потерями                           |
| Битва за Дубровник | 1 октября 1991 — 31 мая 1992    | Дубровник остался под контролем хорватов                                                                     |
| Битва за казармы | 14 сентября — 23 ноября 1991    | Хорватам досталось большое количество оружия и боеприпасов ЮНА, боеспособность Национальной гвардии возросла |
| Битва за Логориште | 4—6 ноября 1991                 | Исход неопределённый: гарнизон ЮНА прорвал хорватское окружение и выбрался, но хорваты заняли казармы        |
| Операция «Ураган '91» | 29 октября 1991 — 3 января 1992 | Наступление Национальной гвардии на Окучани остановлено после соглашения о прекращении огня по плану Вэнса   |
| *Указаны даты непосредственно самих сражений; резервные подразделения Национальной гвардии влились в Хорватскую армию 8 октября, остатки Национальной гвардии — в ноябре. |                                 | |

### Военные преступления
Во время боевых действий в 1991 году подразделения Национальной гвардии занимались этническими чистками сербского населения, а также совершили ряд военных преступлений. Жертвами были как гражданские сербы, оказавшиеся на подконтрольных хорватским силам территориях, так и военнопленные солдаты ЮНА и Территориальной обороны. В частности, по разным оценкам, до 600 человек были убиты в Сисаке, до 300 — в Западной Славонии, от 76 до 123 — в Госпиче и т.д.  На подконтрольных территориях были созданы несколько лагерей, в том числе близ Пакраца, в Госпиче и лагерь Лора, где были убиты десятки гражданских и военнопленных. Ряд солдат и офицеров гвардии был осуждён хорватскими судами.

## Состав
В состав гвардии изначально входили 4 гвардейские бригады. После её переустройства в регулярную армию были созданы еще три гвардейские бригады, ставшие костяком хорватских сухопутных сил:
- 1-я гвардейская механизированная бригада «Тигры» (1990–2008)
- 2-я гвардейская механизированная бригада «Молнии» (1991–2008)
- 3-я гвардейская бригада «Куницы» (1991–2003)
- 4-я гвардейская моторизованная бригада «Пауки» (1991–2008)
- 5-я гвардейская бригада «Соколы» (1992–2003)
- 7-я гвардейская бригада «Пумы» (1992–2003)
- 9-я гвардейская бригада «Волки», изначально 6-я (1992–2008)

Чуть позже был образован ещё ряд пехотных бригад как резервных подразделений Хорватии. К концу 2008 года все бригады были включены в состав моторизованной и бронетанковой бригад.

## После расформирования
К концу 1991 года численность хорватских войск достигла 200 тысяч человек. Несмотря на то, что наступление ЮНА было остановлено, слабая организация, некачественное обучение и отсутствие тяжёлого оружия были всё ещё головной болью для хорватских войск, поскольку даже отбитого у югославской армии оружия не было достаточно для успешного завершения операций. Тем не менее, боевой дух хорватских солдат заставил командование продолжить войну. К концу 1992 года хорватской армии удалось почти полностью справиться со всеми проблемами вооружения и оснащения. 28 мая в Хорватии ныне празднуется как День Вооружённых сил Хорватии и День хорватской армии.

### Книги
- Central Intelligence Agency, Office of Russian and European Analysis. Balkan Battlegrounds: A Military History of the Yugoslav Conflict, 1990–1995. — Washington, D.C.: Central Intelligence Agency, 2002. — ISBN 978-0-16-066472-4.
- Central Intelligence Agency, Office of Russian and European Analysis. Balkan battlegrounds: a military history of the Yugoslav conflict, 1990–1995, Volume 2. — Washington, D.C.: Central Intelligence Agency, 2002. — ISBN 978-0-16-066472-4.
- Marko Attila Hoare. The War of Yugoslav Succession // Central and Southeast European Politics Since 1989 / Sabrina P. Ramet. — Cambridge, England: Cambridge University Press, 2010. — P. 111–136. — ISBN 978-1-139-48750-4.
- Michael Libal. Limits of Persuasion: Germany and the Yugoslav Crisis, 1991–1992. — Westport, Connecticut: Greenwood Publishing Group, 1997. — ISBN 978-0-275-95798-8.
- Ante Nazor. Počeci suvremene hrvatske države: kronologija procesa osamostaljenja Republike Hrvatske: od Memoranduma SANU 1986. do proglašenja neovisnosti 8. listopada 1991. — Zagreb, Croatia: Croatian Homeland War Memorial Documentation Centre, 2007. — ISBN 978-953-7439-01-9.
- Božo Repe. Balkan Wars // Encyclopedia of Human Rights, Volume 1 / David P. Forsythe. — Oxford, England: Oxford University Press, 2009. — P. 138–147. — ISBN 978-0-19-533402-9.
- Nigel Thomas, Krunislav Mikulan. The Yugoslav Wars (1): Slovenia & Croatia 1991–95. — Oxford, England: Osprey Publishing, 2006. — ISBN 978-1-84176-963-9. Архивировано 18 декабря 2014 года.

### Статьи в научных журналах
- Mirko Bilandžić, Stjepan Milković. Specijalne vojno-policijske protuterorističke postrojbe: Hrvatska i svijet (хорв.) // Polemos: Journal of Interdisciplinary Research on War and Peace. — Croatian Sociological Association and Jesenski & Turk Publishing House, 2009. — Prosinac (vol. 12). — P. 33–60. — ISSN 1331–5595.
- Ivan Brigović. Odlazak Jugoslavenske narodne armije s područja Zadra, Šibenika i Splita krajem 1991. i početkom 1992. godine (хорв.) // Journal of Contemporary History. — Croatian Institute of History, 2011. — Studeni (vol. 43). — P. 415–452. — ISSN 0590-9597.
- Davor Marijan. Sudionici i osnovne značajke rata u Hrvatskoj 1990. – 1991. (хорв.) // Journal of Contemporary History. — Croatian Institute of History, 2008. — Lipanj (vol. 40). — P. 47–63. — ISSN 0590-9597.
- Davor Marijan. "Slučaj" Logorište (хорв.) // Journal of Contemporary History. — Croatian Institute of History, 2011. — Listopad (vol. 43). — P. 453–480. — ISSN 0590-9597.
- Ozren Žunec. Rat u Hrvatskoj 1991.-1995., 1. dio: Uzroci rata i operacije do sarajevskog primirja (хорв.) // Polemos: Journal of Interdisciplinary Research on War and Peace. — Croatian Sociological Association and Jesenski & Turk Publishing House, 1998. — Siječanj (vol. 1). — ISSN 1331–5595. Архивировано 9 ноября 2013 года.

### Сообщения прессы
- Davorka Blažević. Frane Frkić: Moja satnija je prva izašla na Šibenski most (хорв.). Slobodna Dalmacija (18 сентября 2010). Дата обращения: 24 октября 2018. Архивировано 1 декабря 2013 года.
- Dan Oružanih snaga i Dan hrvatske Kopnene vojske (хорв.). HRT (28 мая 2013).
- Roads Sealed as Yugoslav Unrest Mounts. The New York Times (19 августа 1990).
- Žabec, Krešimir. Tus, Stipetić, Špegelj i Agotić: Dan prije opsade Vukovara Tuđman je Imri Agotiću rekao: Rata neće biti! (хорв.). Jutarnji list (28 мая 2011).

### Прочие источники
- Ante Nazor. O događajima u Lici, u jesen 1991. (V. dio) (хорв.) // Hrvatski vojnik[англ.]. — Министерство обороны Хорватии, 2012. — Ožujak (br. 389). — ISSN 1333-9036. Архивировано 30 ноября 2013 года.
- Presuda i rješenje br. I Kž 985/03-9 (хорв.). Верховный суд Хорватии[англ.] (2 июня 2004). Архивировано 29 октября 2013 года.
- Marijo Reljanović. Hrvatska ratna mornarica u obrani Jadrana (хорв.) // Hrvatski vojnik[англ.]. — Министерство обороны Хорватии, 2001. — Studeni (br. 77). — ISSN 1333-9036. Архивировано 2 октября 2013 года.
- Povjesnica (хорв.). Министерство обороны Хорватии (8 июля 2013).
- Zakon o izmjenama i dopunama Zakona o obrani (хорв.) // Narodne novine[англ.]. — Zagreb, Croatia: Narodne novine, 1991. — 8 listopada (vol. 1991, br. 53A). — ISSN 1333-9273.
- Zakon o obrani (хорв.) // Narodne novine[англ.]. — Zagreb, Croatia: Narodne novine, 1991. — 20 rujna (vol. 1991, br. 49). — ISSN 1333-9273.